# Herman Reinhold Frederik Fleischer
Herman Reinhold Frederik Fleischer (31. januar 1828 i Aarhus – 14. december 1895 på Frederiksberg) var en dansk justitiarius.
Han var søn af borgmester i Aarhus Hans Astrup Fleischer, blev 1846 student fra Aarhus Katedralskole og 1853 juridisk kandidat, var derefter i fre fjerdingår fuldmægtig hos byfogeden og politimesteren i Helsingør, blev 1854 volontør i Justitsministeriet, 1857 kancellist og 1863 fuldmægtig sammesteds, udnævntes 1864 til byfoged og politimester i Helsingør, blev 1870 tillige by- og rådstueskriver sammesteds, overtog 1880 stillingen som formand (justitiarius) i Sø- og Handelsretten i København, blev 1888 tillige ekstraordinær assessor i Højesteret og udnævntes 1891 til justitiarius i Landsover- samt Hof- og Stadsretten. 1863 fik han titel af kancellisekretær, 1864 af kancelliråd, blev 25. november 1876 Ridder af Dannebrogordenen, 17. januar 1884 Dannebrogsmand og 26. maj 1892 Kommandør af 2. grad af Dannebrog. Han bar også Sankt Annas Orden og Vasaordenen. Han døde 14. december 1895. 
Fleischer blev 1876 overligningskommissær i Helsingør, 1891 medlem af overbestyrelsen for Flakkebjerg og Landerupgaard Opdragelsesanstalter, 1894 formand; var 1876-80 direktør for Sparekassen for Helsingør og Omegn, 1886-90 og 1892-94 repræsentant i Nationalbanken, 1892 medlem af bestyrelsesrådet for Forsikringsselskabet Danmark, 1894 lovkyndigt medlem af bestyrelsen for Thorvaldsens Museum, samme år medlem af Landmandsbankens bankråd og 1882 medlem af bestyrelsen for Grosserer Jens Holsts Livrentefond for ugifte Piger.
Han blev gift 31. oktober 1866 i Sankt Olai Kirke med Fanny Ivarine Wiibroe (26. oktober 1845 i Helsingør - 18. april 1928 på Frederiksberg), datter af bryggeriejer, kgl. agent Carl Wiibroe og Christine Wilhelmine Magdalene født Klentz.